# Maiski (Calmúquia)
|  | Per a altres significats, vegeu «Maiski». |

Maiski (en rus: Майский) és un poble (un possiólok) de Calmúquia, a Rússia, segons el cens del 2014 tenia 24 habitants. Pertany al districte municipal de Tróitskoie.